# Brindleyplace

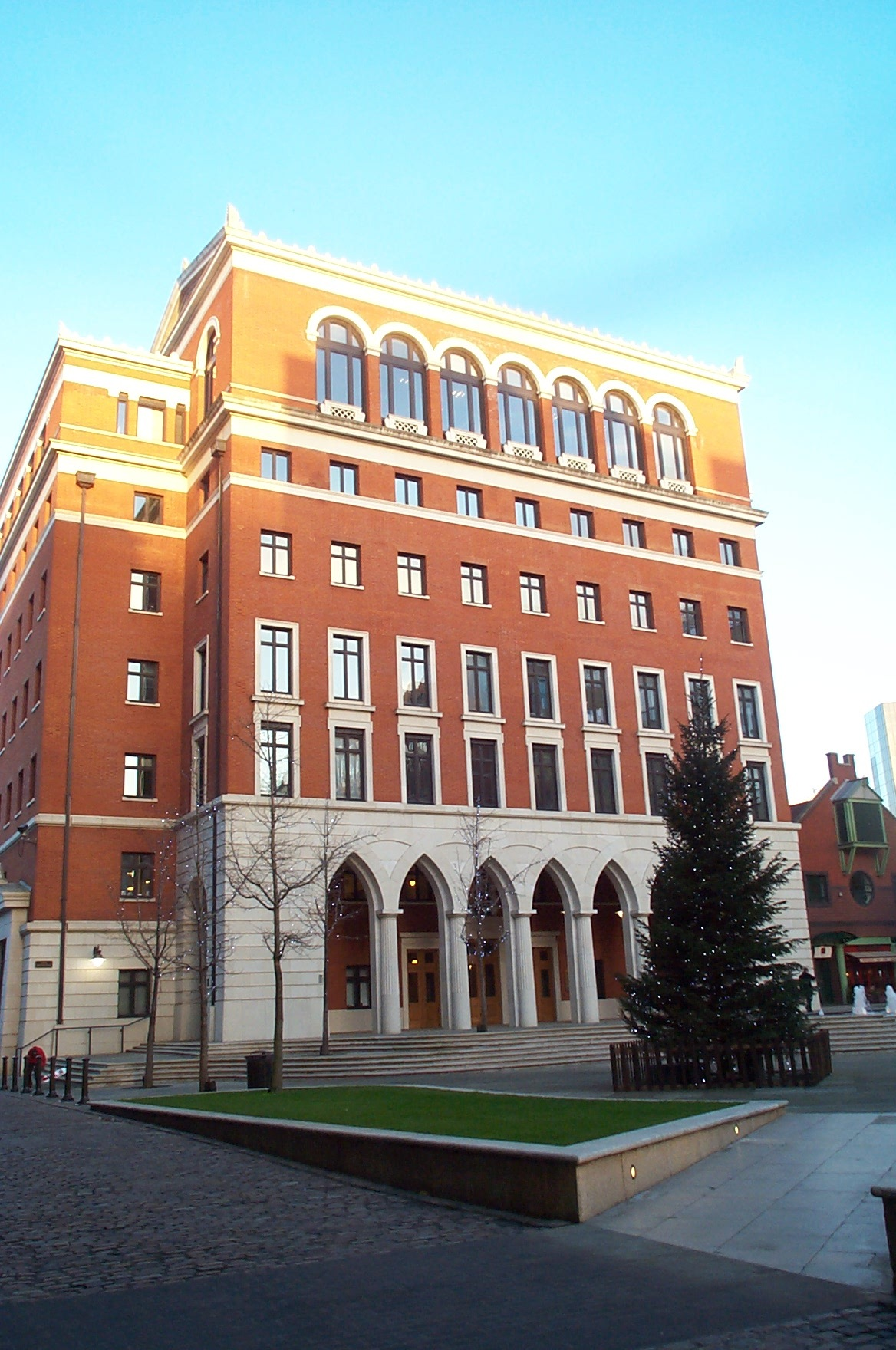
Brindleyplace 3, vom Hauptplatz aus gesehen

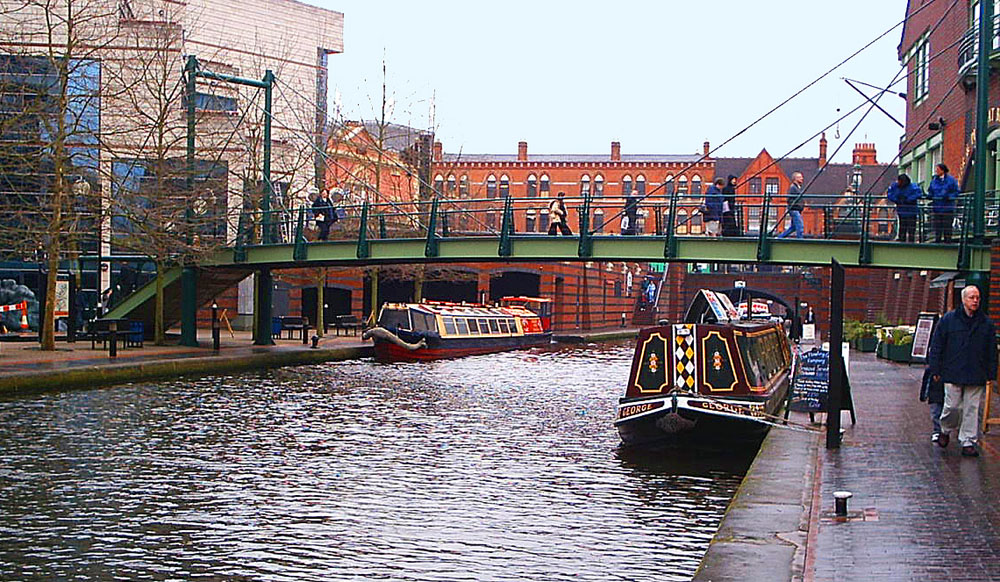
Der Birmingham Kanal beim International Convention Centre, und Brindleyplace (zur Rechten)

Brindleyplace ist ein Projekt urbaner Erneuerung im Zentrum von Birmingham an der Stelle alter Fabriks- und Kanalanlagen. Es wird häufig irrtümlich Brindley Place geschrieben, nach einer dort befindlichen Straße, die ebenfalls nach dem Kanalingenieur des 18. Jahrhunderts James Brindley benannt ist.  
Brindleyplace hat Geschäfte, Bars, Restaurants aber auch Bildungseinrichtungen aufzuweisen, etwa das National Sea Life Centre. Es verfügt über eine Filiale der Royal Bank of Scotland, den Radiosender BRMB und die renommierte Kunstgalerie Ikon Gallery. Das Gesamtprojekt weist 69,000 m² in gemischter Nutzung auf, und gilt als das umfassendste Revitalisierungsprojekt in Großbritannien. Benachbart, aber auf der anderen Seite des Birmingham-Canal-Network-Kanals liegt das International Convention Centre.

## Geschichte
Mit dem Niedergang der britischen Industrie in den 1970er Jahren wurden auch die Fabriken im Bereich des heutigen Brindleyplace geschlossen. Die Folge war jahrzehntelanger Verfall. Ähnlich anderen wassernahen Industrie- und Hafenzonen gab es aber auch für diese Waterfront im Zentrum des von James Brindley geschaffenen Narrowboat-Kanalsystems die Chance der tertiären Umnutzung. Die entsprechenden Pläne des Stadtrates datieren aus den 1980er Jahren. Die Erfolge mit dem International Convention Centre, Birmingham, mit der Symphony Hall, und der  National Indoor Arena bestärkten die Stadtregierung in ihren Plänen.
Die Firmen Merlin (später ersetzt durch Rosehaugh) und Shearwater traten als erste Investoren auf. Rosehaugh zahlte 1990 26 Millionen Pfund für das Areal. Rosehaugh revidierte auch das einzelhandelsorientierte Konzept von Merlin in Richtung zu mehr Büroraum- und auch Wohnraumnutzung. 1992 stand das detaillierte Konzept, allerdings geriet Rosebaugh angesichts der Immobilienkrise zu Anfang der 1990er-Jahre in extreme finanzielle Schwierigkeiten und wurde insolvent. Das Projekt wurde letztlich 1993 von der Firma Argent übernommen und realisiert.
1995 war die Immobilienkrise überwunden und der Bodenwert betrug erneut über 25 Millionen Pfund.

## Baustil
Der Masterplan wurde von dem postmodern orientierten Architektenbüro Terry Farrell erstellt, jedoch wurde darauf geachtet, durch Einbindung unterschiedlicher Architekten bauliche Vielfalt zu erreichen. Zum Teil wurden auch existierende Gebäude umgebaut – so war die Ikon Gallery einst eine viktorianische Schule.